# Лесли, Дэвид
Дэ́вид Ле́сли, баро́н Нью́арк (англ. David Leslie); ок. 1600 — 1682) — шотландский полководец, ковенантер, активный участник гражданской войны в Шотландии 1644—1646 годов.

## Молодые годы
Дэвид Лесли был младшим сыном Патрика Лесли, коммендатора аббатства Линдорс в Файфе, и леди Джейн, дочери Роберта Стюарта, графа Оркнейского. В молодости, по примеру многих шотландских дворян, он служил в войсках Густава II Адольфа, короля Швеции, и принимал участие в Тридцатилетней войне. За доблесть, проявленную на поле боя, Дэвид Лесли получил звание полковника кавалерии.
Вернувшись в начале 1640-х годов в Шотландию, Лесли встал на сторону ковенантеров и был назначен командиром одного из отрядов парламента Шотландии, направленных в январе 1644 года в Англию для борьбы против роялистов. Под началом графа Ливена Дэвид Лесли принял участие в битве при Марстон-Муре 22 июля 1644 года. Совместные действия кавалерии Лесли и пехоты Оливера Кромвеля обеспечили победу парламентской армии.

## Гражданская война
Тем временем в самой Шотландии роялисты под руководством маркиза Монтроза одерживали одну победу за другой. 15 августа 1645 года разгром последней ковенантской армии в сражении при Килсайте оставил страну беззащитной перед армией Монтроза. Это заставило парламент страны отозвать из Англии часть шотландских войск. Дэвид Лесли собрал всю кавалерию, имеющуюся в распоряжении шотландцев, а также мобилизовал гарнизонные части английских крепостей и быстрым маршем пошёл в Шотландию.
В районе Селкерка он обнаружил отряд Монтроза и под прикрытием утреннего тумана 13 сентября 1645 года атаковал роялистов у деревни Филипхоу. Численное превосходство войск Лесли и неожиданность нападения сделали своё дело: Монтроз был разбит и бежал. Эта победа стала решающей в гражданской войне в Шотландии. Роялисты были повержены, власть ковенантеров укрепилась. В качестве благодарности за победу при Филипхоу парламент Шотландии даровал Дэвиду Лесли 50 тысяч шотландских марок и золотую цепь, а также присвоил ему звание генерал-лейтенанта.
В 1646 году Дэвид Лесли занимался борьбой с ирландскими отрядами Аласдера Макдональда, разорявшими Кинтайр. Ему удалось изгнать ирландцев и вернуть под власть центральной власти западное побережье Шотландии.
В конце 1647 года шотландское правительство пошло на сближение с королём Карлом I («Ингейджмент») и снарядило армию для поддержки короля в его борьбе против английских индепендентов. Командовать этой армией было предложено Дэвиду Лесли. Однако генерал, недовольный уступками роялистам, отказался. Шотландские войска в конце концов возглавил герцог Гамильтон, однако в августе 1648 года они были разбиты Оливером Кромвелем в битве при Престоне.
Дэвид Лесли остался в Шотландии и в начале 1649 года руководил подавлением роялистского мятежа клана Макензи. В следующем году генерал возглавил правительственные войска, направленные на борьбу с Монтрозом, вновь высадившимся в Шотландии. Лесли удалось разбить роялистов и захватить Монтроза в плен. Позднее маркиз был повешен в Эдинбурге.

## На службе у короля
В 1650 году Карл II принял условия ковенантеров и был признан королём Шотландии. В ответ в страну вторглась английская армия Кромвеля. Дэвид Лесли, назначенный главнокомандующим шотландскими войсками, организовал сопротивление интервентам. Осознавая военное превосходство англичан, он избегал сражений и успешно оборонял Эдинбургский замок. После того, когда Кромвель в августе 1650 года был вынужден отступить, Лесли последовал за англичанами и в восточном Лотиане зажал в тиски между морем и холмами Ламмермур 11-тысячную английскую армию. Однако неожиданная атака Кромвеля сорвало планы шотландцев. 3 сентября 1650 года в битве при Данбаре войска генерала Лесли были полностью разбиты, ему самому с небольшим отрядом еле удалось уйти от преследования англичан.
Вскоре, однако, Лесли удалось собрать новую армию, которую возглавил сам король Карл II. Шотландцы вторглись на территорию Англии, но 3 сентября 1651 года потерпели поражение в сражении при Вустере от войск Кромвеля. Дэвид Лесли был схвачен англичанами и заключен в лондонский Тауэр.

## Последние годы жизни
После Реставрации Стюартов в 1660 году Дэвид Лесли получил свободу и был возведен в титул барона Ньюарка.
В 1682 году генерал скончался.